# Подгорный (Курагинский район)
Подгорный — посёлок в Курагинском районе Красноярского края. Входит в состав Рощинского сельсовета.

## История
В 1968 г. указом президиума ВС РСФСР поселок при ферме № 2 Южного совхоза переименован в Подгорный.

## Население
| 2010 |
| ---- |
| 263  |